# Pardachirus pavoninus
Pardachirus pavoninus és un peix teleosti de la família dels soleids i de l'ordre dels pleuronectiformes que es troba des de les costes de Sri Lanka fins a les de Samoa, Tonga, Japó i Austràlia.